# Balato
Das Balato, auch Baltoe, Balatu, Balatu Sebua, Ballatu, Foda, Gari Telegu, Klewang Buchok Berkait, Roso Sebua oder Telagoe genannt, ist ein Schwert der Einwohner der Nias-Insel.

## Beschreibung
Das Balato hat eine gerade, einschneidige Klinge. Der Ort ist abgerundet. Die Klinge hat weder einen Mittelgrat noch einen Hohlschliff. Das Heft hat kein Parier, ist oft kunstvoll geschnitzt und besteht aus Hartholz. Der Knauf ist leicht abgebogen. Es gibt viele Versionen, die sich in Form, Länge und Dekoration unterscheiden. Das Balato wird von Ethnien in Indonesien benutzt.